# Phylloscopus davisoni
Phylloscopus davisoni là một loài chim trong họ Phylloscopidae.